# Coupelle-Vieille
Coupelle-Vieille é uma comuna francesa na região administrativa de Altos da França, no departamento de Pas-de-Calais. Estende-se por uma área de 14,69 km². Em 2010 a comuna tinha 617 habitantes (densidade: 42 hab./km²).